# Santo Tomás (Nicaragua)
Santo Tomás es un municipio del departamento de Chontales en la República de Nicaragua. Se encuentra ubicado a una distancia de 40 kilómetros de la ciudad de Juigalpa, y a 179 kilómetros de la capital de Managua.
En desarrollo es la segunda ciudad más importante del departamento después de la cabecera departamental Juigalpa. Está considerada como una de las ciudades del quesillo nicaragüense junto a Nagarote y La Paz Centro en el departamento de León; esta destaca por la Feria del Quesillo más Grande y Sabroso de Nicaragua que se celebra anualmente en el municipio.

## Geografía
El término municipal limita al norte con los municipios de San Pedro de Lóvago y Santo Domingo, al sur con los municipios de El Rama, Acoyapa y Villa Sandino, al este con los municipios de Muelle de los Bueyes y Villa Sandino y al oeste con el municipio de San Pedro de Lóvago.

## Historia
Santo Tomás es una antigua comunidad nativa americana. El municipio originalmente se llamaba Lovigüisca y la ciudad central estaba ubicada en el río Mico donde ahora se encuentra la aldea de Los Mollejones, 6 kilómetros al este de la actual ciudad central. En 1861, el municipio recibió el permiso para trasladar la ciudad central a su ubicación actual y, al mismo tiempo, el municipio pasó a llamarse Santo Tomás.
Santo Tomás fue elevado en 1972 de pueblo al rango de ciudad.

## Demografía
Santo Tomás tiene una población actual de 19,392 habitantes. De la población total, el 48.6% son hombres y el 51.4% son mujeres. Casi el 75% de la población vive en la zona urbana.

## Clima
El clima es generalmente cálido, pero mucho más agradable y ventoso que las abrasadoras tierras bajas de Managua y León. La temporada de lluvias generalmente comienza a fines de mayo y se extiende hasta diciembre. El cambio climático global ha afectado negativamente a las temporadas de lluvias, lo que ha afectado negativamente a la producción de cultivos y la salud del ganado. En noviembre y diciembre, la temperatura se enfría considerablemente. Pero se está trabajando en conjunto para lograr y equilibrar el clima agradable que caracteriza a dicho municipio.

## Religión
La mayoría de la gente es católica, con un número creciente de miembros de iglesias evangélicas, mormona y testigos de Jehová. Hay varias iglesias evangélicas entre ellas la Iglesia Sendero de Vida conocida popularmente cómo Iglesia Centroamericana que fue la primera iglesia evangélica fundada en el municipio, una iglesia católica, popularmente conocida como la Parroquia Santiago Apóstol en Santo Tomás, algunas otras iglesias evangélicas y además las capillas de la iglesia mormona y testigos de Jehová. La ciudad cuenta con dos días patronales para honrar y celebrar.

## Transporte
Santo Tomás está ubicado a lo largo de la carretera nacional de Managua y Juigalpa a El Rama y Bluefields.

## Educación
Hay escuelas privadas y escuelas públicas en la zona, entre ellas destaca la escuela Rigoberto Cabezas por ser en su tiempo el primer colegio fundado en el municipio, pero luego pasó a ser escuela de educación primaria, una vez que se fundó el Instituto Nacional Autónomo Santo Tomás (INAST), hoy llamado Instituto Nacional 21 de Junio, entre los colegios privados destacan el Colegio Cristo Rey que es católico y el Colegio Centroamericano que es evangélico y Los estudiantes que buscan educación continua asisten a una universidad privada que es la Universidad Martín Lutero o viajan a las universidades nacionales en la sede departamental de Juigalpa.